# Libnotes lantauensis
Libnotes lantauensis är en tvåvingeart som först beskrevs av Alexander 1938.  Libnotes lantauensis ingår i släktet Libnotes och familjen småharkrankar. Inga underarter finns listade i Catalogue of Life.